# Yasin Özcan
Yasin Özcan (* 20. April 2006 in Kağıthane) ist ein türkischer Fußballspieler. Er steht als Leihspieler von Aston Villa beim belgischen Erstligisten RSC Anderlecht unter Vertrag.

## Karriere

### Verein
Özcan spielte von 2015 bis 2017 im Jugendverein von İl Özel İdaresispor. Danach wechselte er 2017 zu Karadolap Gençlikspor. Von 2018 bis 2022 war er im Jugendverein von Kasımpaşa Istanbul aktiv. 
Seinen ersten Profivertrag bei Kasımpaşa Istanbul unterschrieb er im Sommer 2022. Sein Ligadebüt gab er am 8. August 2022 als Einwechselspieler bei einer 0:4-Niederlage gegen 
Istanbul Başakşehir FK. Sein erstes Tor erzielte er am 21. Januar 2023 im Alter von 16 Jahren bei einer 1:3-Niederlage ebenfalls gegen Istanbul Başakşehir FK. Damit wurde er in dieser Saison der jüngste Torschütze der Liga und einer der jüngsten Torschützen Europas.
Im Juli 2025 unterschrieb Özcan einen Vertrag beim englischen Erstligisten Aston Villa. Bereits einen Monat später folgte eine einjährige Leihe zum RSC Anderlecht.

### Nationalmannschaft
Seit 2022 spielte Özcan für die türkische U-17-Nationalmannschaft. Im Juni 2023 kam er erstmals für die U 21 seines Landes zum Einsatz.